# 長井市立長井南中学校
長井市立長井南中学校（ながいしりつ ながいみなみちゅうがっこう）は、山形県長井市泉町にある公立中学校。

## 学区
- 伊佐沢小、豊田小、平野小学区と長井小学区の一部[3]

## 沿革
- 1982年（昭和57年）4月1日 - 旧長井中学校から分離し、長井北中学校とともに開校[4]。

## 部活動
- 野球（男子）
- バレーボール
- サッカー（男子）
- 卓球
- ソフトボール（女子）
- 柔道
- ソフトテニス
- 剣道
- 陸上
- 吹奏楽
- バスケットボール
- 美術・手芸・科学
- 総合運動（バドミントン／水泳／スキー／サッカー／空手／少林寺／野球）

## 所在地
- 山形県長井市泉1819-1